# 武汉军山长江大桥
武汉军山长江大桥位于武汉市内，是市內第四座跨越长江的大桥，京港澳高速公路、沪渝高速公路、武汉绕城高速公路皆通過此橋跨越長江。大桥北岸为蔡甸区军山镇，南岸为江夏区金水乡。

## 基本概況
1938年10月，中山舰在武汉被日军飞机炸沉。1997年1月，中山舰在湖北省武昌金口镇附近长江水域被打捞出水。一年后，在中山舰被打捞地方开始修建武汉军山长江大桥。大桥的初步设计于1998年4月开展，并于1998年12月30日動工。最初拟定采用BOT方式修建，后改为全内资。2001年12月15日，大桥完工並通车。大桥属于京港澳高速公路、沪渝高速公路、武汉绕城高速公路三条中國國家高速公路的共用路段。
由于大桥的设计最大日通行车流量和最大承重未能承受逾3万辆的日通行车流量（其中60%为大货车），大橋在通車後十幾年就已經有幾次大型維修。
2010年5月27日，大桥第一次大型维修，为期100天。维修期间，大桥留下双向两车道供车辆通行。

### 2017年至2018年維修
2017年7月5日，湖北省交通运输厅高速公路管理局联合省公安交通管理局召开新闻发布会，宣布大桥于同月30日至同年12月31日实施交通管制，桥面采取同向半副封闭维修，並禁止货车双向通行。受工程影響，司机须绕行沌口长江大桥返回原线。
惟由於維修工程難度非常大，大橋的交通管制時限曾在2018年初和10月兩度延長。大桥终在2018年12月15日完成維修，並取消交通管制，恢復貨車通行。

## 結構
大桥全长4881.178米，其中主桥长2847米，为半漂浮五跨连续双塔双索面钢箱梁斜拉桥，而引道则长2034.178米。大桥桥面净宽33.5米，引道宽35米，桥面钢箱梁顶板设计厚度为12毫米至16毫米，设计最大日均车流量1.5万辆，最大承重55吨，设双向六车道。大桥目前是中國最宽的深水特大型公路桥梁。

## 獎項
大桥建造工程获中华人民共和国交通部（现中华人民共和国交通运输部）优秀设计一等奖和优秀工程一等奖。